# University of North Carolina Press

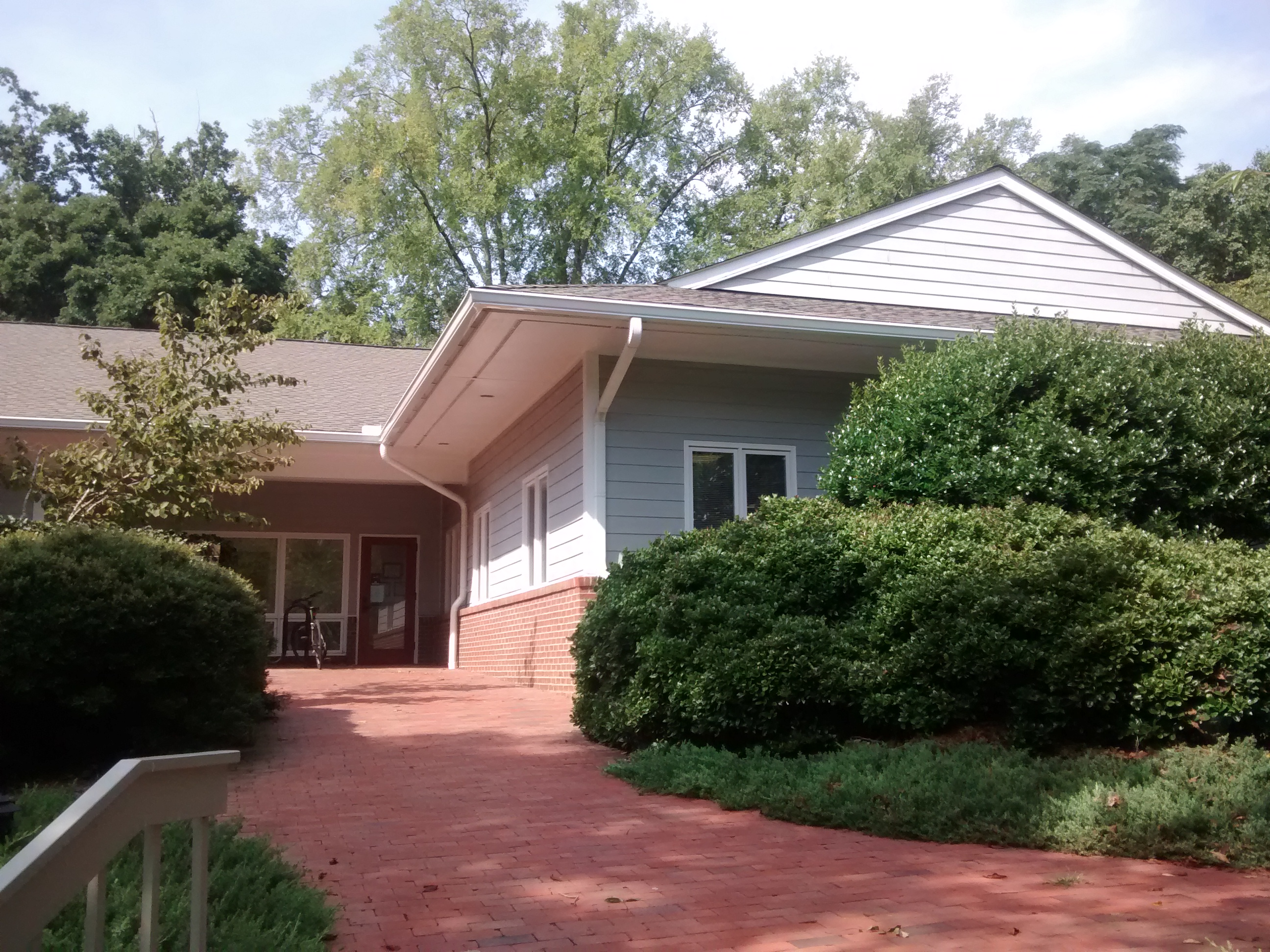
Clădirea UNC Press.

University of North Carolina Press (sau UNC Press), fondată în 1922, este o editură universitară administrată de University of North Carolina. Ea este membră a American Association of University Presses (AAUP) și a Green Press Initiative.

## Istoric
În 1922, în campusul celei mai vechi universități publice americane, treisprezece profesori și membri ai administrației s-au întâlnit și au elaborat statutul editurii. Creația lor, University of North Carolina Press, a fost prima editură universitară din sudul SUA și una dintre primele edituri universitare din țară.
UNC Press a fost prima editura științifică care a desfășurat un program continuu de editare de cărți de și despre afro-americani, începând de la sfârșitul anilor 1920. Până în anii 1950 apăruseră aproape 100 de astfel de volume. În anii 1970, UNC Press a început să publice literatură feministă și lucrări istorice prestigioase.
În 2006, UNC Press a înființat compania de distribuție Longleaf Services ca societate afiliată.
În 2009 editura a anunțat că urmărește să retipărească toate titlurile publicate printr-o serie numită „Enduring Edtions”. Aceste ediții sunt publicate nemodificate față de original și sunt prezentate în formate paperback, aducând atât valoare istorică, cât și valoare culturală noii generații de oameni de știință, studenți și cititori.

## Publicații
În cei peste nouăzeci de ani de istorie ai editurii au fost publicate mai mult de 4.000 de cărți. Mulți autori au câștigat premii, inclusiv Premiul Pulitzer, Premiul National Book, Premiul Bancroft și Premiul Frederick Douglass.
Printre autorii notabili publicați de UNC Press se află istoricii John Sper Franklin, Edmund Morgan, Jacquelyn Dowd Hall și Nell Irvin Painter, scriitorii și criticii literari Elizabeth Lawrence, Cleanth Brooks și Paul Green, jurnaliștii Josephus Daniels și Lillian Smith și celebrități locale, cum ar fi Mildred „Mama Dip” Council, Bland Simpson, David Stick și Bill Neal.
Editura a publicat mai multe ediții documentare în mai multe volume, cum ar fi The Papers of John Marshall, The Papers of General Nathanael Greene, The Black Abolitionist Papers și The Complete Works of Captain John Smith.